# Xadrez e religião

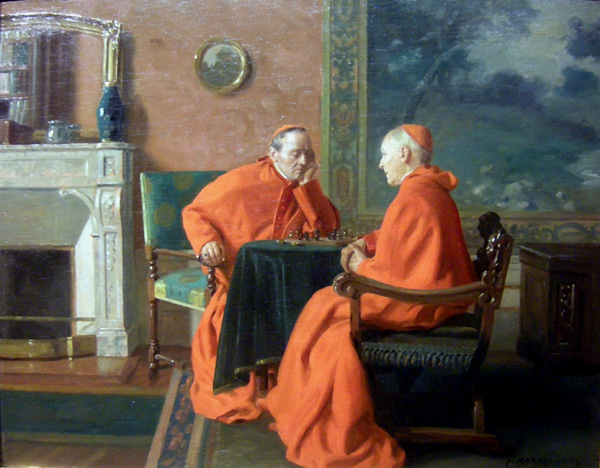
Cardeais jogando xadrez, pintura de Max Barascudts (1900)

O xadrez e a religião possuem uma longa relação na qual o primeiro sofreu influências em vários momentos de sua história. Em diversas ocasiões, a prática do xadrez foi proibida pelos sacerdotes do islamismo, catolicismo, judaísmo e protestantismo sob a justificativa de que o xadrez era um jogo de azar e que atrapalhava a prática da religião em alguns aspectos.
Inicialmente sob domínio islâmico, a primeira alteração significativa do jogo foi a retirada dos dados para movimento das peças que eram utilizadas nos precursores do xadrez como o chaturanga. A abstração do desenho das peças de xadrez por figuras estilizadas também ocorreu sob domínio islâmico, embora não tenha sido amplamente praticada. Lentamente, a prática do xadrez foi permitida pelo clero e já no século XIII foram escritas as primeiras moralidades, utilizando o xadrez como metáfora para o ensino de ética e moral.
Na Idade Média, a forte presença da igreja influenciou a substituição da peça não ortodoxa Fil - de pouco significado para os europeus - pelo Bispo, de modo que retratar melhor a importância da igreja na época. A ampliação dos poderes da Rainha coincidiu com o desenvolvimento da Mariologia e a atitudes em relação às mulheres. Países católicos como Espanha, Itália e França optaram por utilizar os vernáculos associados a Nossa Senhora enquanto que os países protestantes como Alemanha e Inglaterra optaram pelo termo secular Rainha. As regras de promoção do peão à Dama também foram reguladas pela Igreja católica, de modo a impedir a presença de duas damas sobre o tabuleiro uma vez que contraria a doutrina da fé católica.
Ainda no século XX, algumas religiões radicais como as praticadas no Irã e no Afeganistão dos Talibãs, condenavam a prática do xadrez, o que, via de regra, não era estritamente cumprido por seus praticantes, assim como em outros momentos da história.

## Domínio islâmico
Quando os árabes dominaram a Pérsia em 651 o profeta Maomé já havia falecido, o que provocou um longo debate entre os teólogos islâmicos sobre a legalidade da prática do jogo. A controvérsia era na interpretação do capítulo 5 do Corão, livro sagrado do islamismo, que afirma:
| “ | Ó fiéis, as bebidas inebriantes, os jogos de azar, a dedicação às pedras e as adivinhações com setas, são manobras abomináveis de Satanás. Evitai-os, pois, para que prospereis. | ” |

Os teólogos sunitas interpretaram que este banimento de ídolos se referia a todas as formas de representação de homens e animais, o que incluia pinturas, esculturas e peças de xadrez. Apesar da interpretação xiita ser restrita a ídolos religiosos somente, a interpretação sunita prevaleceu e a situação foi contornada com a confecção de peças abstratas.  Outras observações deviam ser cumpridas, de modo que a prática do xadrez não atrapalhasse os deveres religiosos, o que incluía não ser praticado por dinheiro, não levar a disputas ou a linguajar impróprio. Apesar disso, algumas interpretações mais radicais classificaram o xadrez como haram, o que significava que o jogo era proibido e sua prática merecedora de castigo. Esta visão radical era ocasionalmente adotada por califas o que levava à destruição de peças e tabuleiros, embora nem todos o fizessem. O bisneto de Maomé, Ali ibne Huceine, costumava jogar xadrez com sua família.
Apesar da desaprovação em sua prática em 725 por Solimão ibne Iaxar, o jogo era popular entre os califas, especialmente quando a capital foi transferida para Bagdá em 750 e os melhores jogadores de xadrez foram levados juntos. O califa Almadi escreveu uma carta para os líderes religiosos de Meca para extinguir a prática do xadrez e jogos com dados em 780 mas faleceu, e seu sucessor Harune Arraxide era um ávido enxadrista. Em 810, os melhores jogadores do mundo eram conhecidos  e todos eram patronados por poderosos califas.

## Chegada na Europa

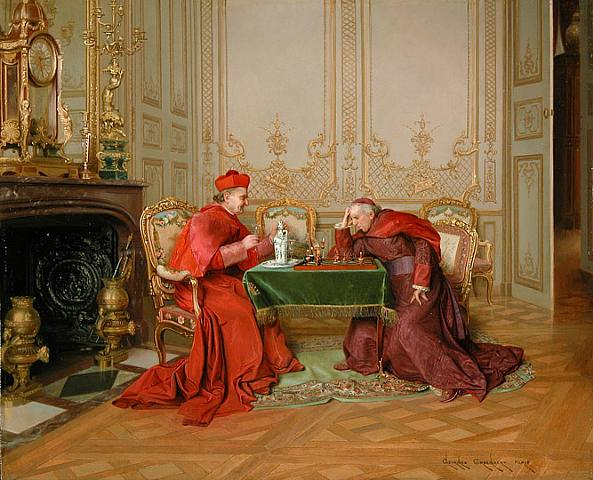
Mantido em xeque, pintura de Georges Croegaert

Por volta do século X o xatranje foi introduzido na Europa pelos árabes, através da conquista da Espanha, onde rapidamente se popularizou alcançando todo o continente europeu. As restrições religiosas à prática do xadrez continuaram a existir, apesar de continuarem a serem desobedecidas tanto pela corte européia quanto pelo clero. O primeiro registro literário em solo europeu, o poema Versus de Scachis, foi encontrado em um monastério na cidade de Einsiedeln, na Suíça. Este poema descreve o movimento das peças de xadrez e as regras do jogo. As regras de promoção do Peão não permitiam a escolha da dama caso esta não tivesse sido capturada. Esta regra visa manter a unicidade do Rei com somente uma esposa, preservando assim a monogamia real.
Assim como entre os teólogos islâmicos, a prática do xadrez foi discutida e proibida entre os teólogos católicos apesar das divergências da interpretação da lei canônica. Uma carta entre Pedro Damião, bispo de Óstia, em aproximadamente 1061, para o papa eleito Alexandre II, discutia o assunto. Damião relata uma discussão com o bispo de Florença sobre a proibição ou não do xadrez segundo a lei canônica, do qual o bispo de Florença argumentava que o termo alea, palavra utilizada para designar jogos de azar no texto religioso, não incluía o xadrez. O assunto terminou com o bispo de Florença abandonando sua contestação e cumprindo penitência por ter jogado xadrez na noite anterior.
Até aproximadamente o século XIV, a prática do xadrez foi proibida em várias ocasiões em diferentes países (França, Inglaterra e Alemanha) e religiões (judaísmo e catolicismo). Entretanto, isto não impedia a prática e aumento da popularidade do jogo como por exemplo o religioso boêmio Jan Hus (1369-1415), que em 1405 pediu por penitência por ter perdido o auto-controle durante uma partida em Praga.
Lentamente, o jogo começou a ser aceito como um passatempo da nobreza. Em 1322, o rabino Calônimo ben Calônimo condenou o xadrez, porém seis anos mais tarde a lei judaica foi interpretada por alguns líderes de modo a que o xadrez pudesse ser praticado, desde que não por dinheiro. Em 1420, Werner von Orseln, Grande Mestre da Ordem dos Cavaleiros Teutônicos, abandonou a proibição do jogo e fundamentou sua prática como um entretenimento apropriado para um cavaleiro.

### As moralidades

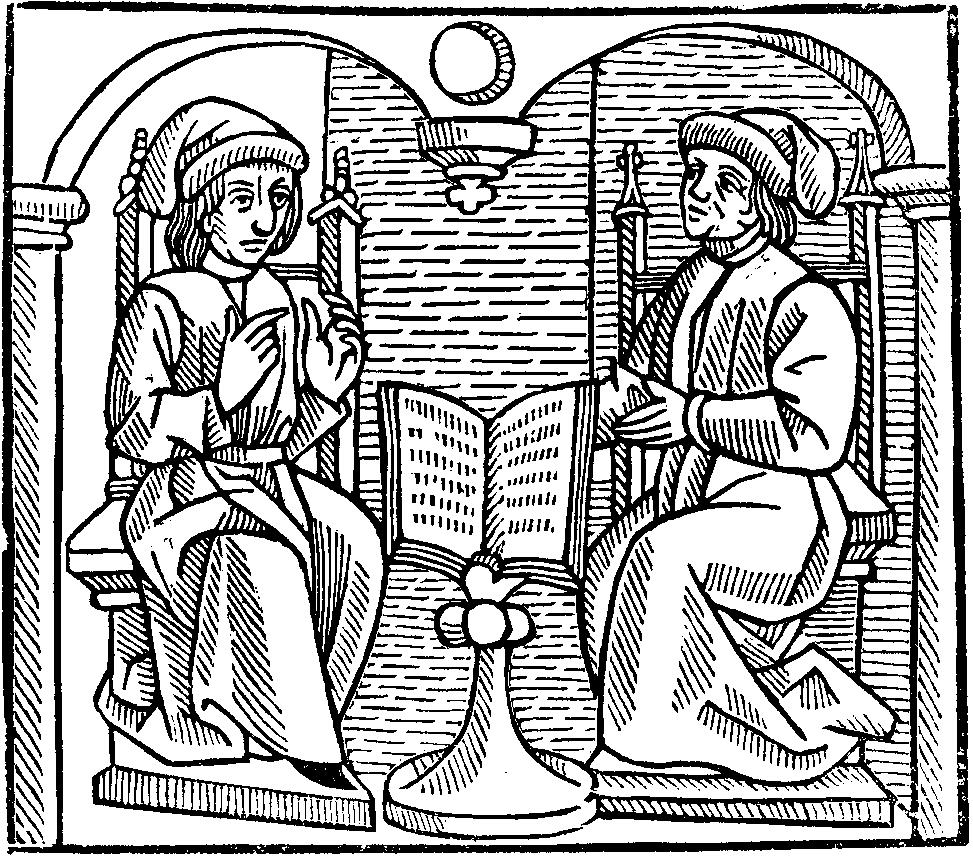
Ilustração do livro The Game and Playe of the Chesse

Por volta de 1250 surgiram os primeiros sermões que utilizavam o xadrez como uma metáfora para o ensino de ética e moral. Estes trabalhos eram denominados moralidades e se tornaram muito populares na época. A primeira obra do gênero foi Quaedam moralitas de scaccario per Innocentium papum (a Moralidade Inocente), que retrata o mundo como um tabuleiro, com as coisas em preto e branco, representando a vida e a morte, ou a glória e a vergonha. Inicialmente, sua autoria foi atribuída ao papa Inocêncio III (1163-1216), um prolífico escritor de sermões, entretanto, posteriormente, ela foi atribuída a um frade franciscano chamado João de Gales (1220-1290) que ensinava em Paris e Oxford e era um jogador de xadrez.
Na segunda metade do século XIII, o monge dominicano Jacobus de Cessolis  publicou os sermões Liber de Moribus Hominum et Officiis Nobilium Sive Super Ludo Scacchorum (Livro de costumes dos homens e deveres dos nobres ou o livro de xadrez), que conta o papel dos homens e suas funções dentro da sociedade medieval. O trabalho se tornou popular e foi traduzido para muitas outras línguas, sendo a primeira edição impressa em 1473 e a base do livro The Game and Playe of the Chesse de William Caxton, um dos primeiros livros impressos na língua inglesa. O historiador do enxadrismo Tassilo von Heydebrand und der Lasa encontrou uma cópia desde trabalho em quase toda biblioteca medieval italiana que visitou. Santa Teresa de Ávila publicou o trabalho O caminho da perfeição onde utiliza o xadrez como uma metáfora para o progresso moral, e a Dama como exemplo seu exemplo de humildade, mesmo sendo o jogo desaprovado pela Ordem do Carmo. Santa Teresa foi nomeada a patronesse do xadrez espanhol em 1944 por este trabalho.

### Mariologia
O culto a Virgem Maria contribuiu para a mudança de atitudes em relação às mulheres durante a Idade Média. Embora as mulheres fossem algumas vezes vistas como a fonte do mal, foi Maria que como intermediadora de Deus foi uma fonte de refúgio para o homem. Este processo coincidiu com a inclusão da Dama no xadrez entre os séculos XIII e XV, e ao amor cortês medieval. A canção Les Miracles de Nostre-Dame(Os milagres de Nossa Senhora, século XIII) de Gautier de Coincy retrata uma partida de xadrez onde Nossa Senhora substitui a peça e intercede a favor do homem para derrotar o demônio. A música relata a peça tendo poderes superiores a todas as outras do tabuleiro, apesar dos movimentos da Dama terem sido consolidados conforme a regra atual somente duzentos anos depois. Os países católicos como a Itália, França e Espanha utilizaram o vernáculo correspondentes de domina que evocam a "Nossa Senhora" enquanto que os países transformados pela reforma protestante como Alemanha e Inglaterra se recusaram a utilizar esta derivação que poderia sugerir um culto a Virgem Maria, optando por usar o termo secular "Rainha".
No final do século XV, a moralidade Le Jeu des Eschés de la Dame (O jogo de xadrez da Dama) retrata a construção da feminidade como casta e pura, onde a mulher enfrenta Lúcifer numa partida e o vence. O texto pontua cada tentação que a Dama encontra e a defesa que a religião proporciona a ela.

## Restrições na Rússia

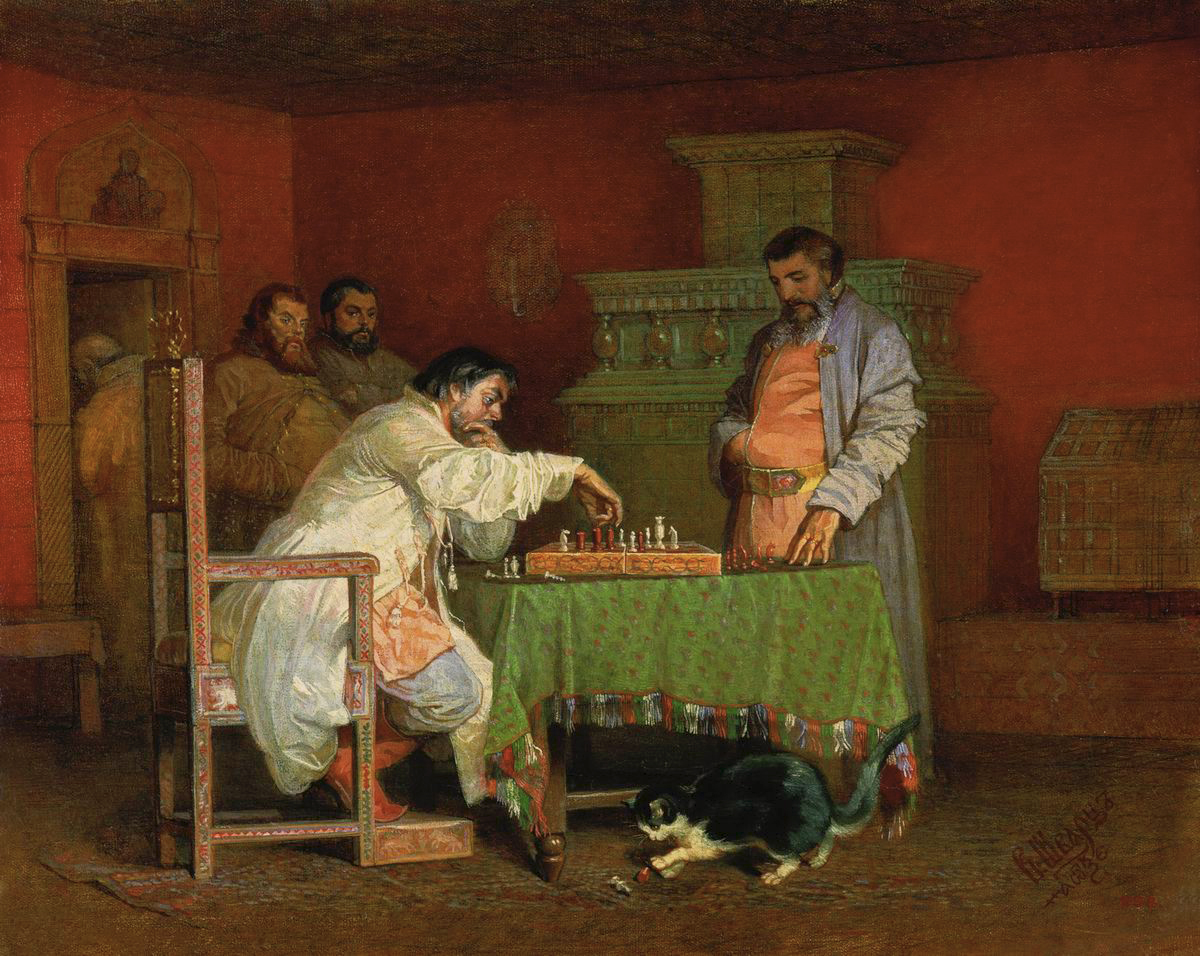
Cena da vida na Rússia do Czar jogando xadrez (1865) por Viatcheslav grigorievitch Schwarz

Desde o início da história do xadrez a Igreja Ortodoxa Oriental condenava a prática do jogo, associando-o a heresias e bruxarias sendo o primeiro registro datado do século IX no Nomôcano do patriarca Fócio, onde ligava o jogo aos dados. No século XII, apesar do Imperador Aleixo I Comneno de Bizâncio ser um entusiasta do xadrez, o jogo era expressamente proibido pelos comentários escritos do monge Zonaras que foram traduzidos para compilações russas da lei canônica conhecida como Kormchaia proibindo o jogo entre o clero e os leigos. Um prelado do século XIII direcionado aos novos sacerdotes também proibia o jogo entre outras práticas como ler livros proibidos, usar amuletos e assistir a corridas de cavalos. Até aproximadamente o século XVIII, a prática do xadrez ainda era proibida entre os russos ortodoxos conservadores, mas eventualmente a igreja desistiu da proibição em função do grande interesse russo pelo jogo, assim como na Europa Oriental.

## Atualidade
Recentemente, a prática do xadrez ainda enfrentou a oposição da religião islâmica, a do Aiatolá Ruhollah Khomeini do Irã, que baniu o jogo do país entre 1979 e 1988, e a do mulá Mohammed Omar do movimento Talibã, que proibiu sua prática no Afeganistão junto a outras restrições, sob a alegação de serem "coisas impuras". Khomeini mudou de ideia ao assumir o valor intelectual e educacional do xadrez e assinou um decreto religioso (fatwa) permitindo a prática contanto que não fosse por apostas e não atrapalhasse as orações obrigatórias e deveres. Omar entretanto não permitia a prática do xadrez durante seu regime, sendo os praticantes punidos com a prisão.
Atribui-se aos Papa Leão X e XIII o fato de que seriam ávidos jogadores de xadrez, entretanto, o mais famoso Papa a que se atribui esta prática é João Paulo II. Desde sua escolha para o papado, ele é citado como sendo um problemista e ávido jogador, tendo publicados pelo GM Larry Evans alguns de seus jogos e problemas datados de 1946. Uma pesquisa recente indica que tais partidas e problemas são falsamente atribuídos a João Paulo, muito embora este tenha reagido com bom humor a estas informações.